# إلمر أي ستودلي
إلمر أي ستودلي (بالإنجليزية: Elmer E. Studley)‏ (و. 1869 – 1942 م) هو سياسي، ومحام من الولايات المتحدة الأمريكية .
وهو عضو في الحزب الجمهوري، والحزب الديمقراطي الأمريكي .

## التعليم
تعلم في جامعة كورنيل.